# Josef Richard Vilímek (1860)
Josef Richard Vilímek (14. září 1860 Praha – 6. listopadu 1938 Praha) byl český vydavatel a majitel pražského nakladatelství J. R. Vilímek. Jeho otcem byl Josef Richard Vilímek (1835–1911).

## Životopis
Vilímkův otec Josef Richard Vilímek (1835–1911) byl vydavatel a zakladatel známého pražského nakladatelství. Vilímek mladší se učil profesi naklad nejdříve v otcově firmě a později také v zahraničí. V roce 1885 ve věku 25 let převzal podnik Nakladatelství a tiskárna Josef R. Vilímek a rozšířil jeho činnost, takže se spolu s nakladateli Ottou a Topičem stal nejznámějším nakladatelem v českých zemích.
Roku 1886 se oženil s Marií Bečvářovou.
Mezi nejpopulárnějšími tituly byly romány Julese Vernea (52 knih v několika vydáních), Karla Maye a Arthura Conana Doyla. V roce 1891 se stal v českých zemích prvním tiskařem, který použil rotační tiskový stroj.
V roce 1899 zničil budovy a zařízení nakladatelství požár. Koncem 20. let 20. století byly budovy a zařízení modernizovány.
V prosinci roku 1899 zničil budovu tiskárny a skladiště štočků a rukopisů požár. 
Od druhé poloviny 20. let 20. století ilustroval mnohé Vilímkovy knihy malíř Zdeněk Burian. V průběhu druhé světové války řídil nakladatelství Bedřich Fučík.
Po komunistickém převratu v roce 1948 bylo nakladatelství znárodněno a o rok později uzavřeno. Budovy a výrobní technologie byly předány Svazu československých nakladatelů, ze kterého se delimitoval národní podnik Knižní velkoobchod.